# Marisol Nichols
Marisol Nichols (Chicago, 2 novembre 1973) è un'attrice statunitense.
È nota per i ruoli di Nadia Yassir nella serie d'azione 24 e di Hermione Lodge nella serie drammatica Riverdale.

## Biografia
Marisol è nata a Rogers Park, un quartiere di Chicago, da padre di famiglia ebraica ashkenazita, di origini russe e ungheresi, e da madre nativa del Texas, di origini messicane. I genitori si separarono quand'era ancora bambina: Marisol crebbe pertanto, assieme ai suoi due fratelli minori, con la madre e il suo nuovo marito Randy Nichols, del quale assunse il cognome.
Sul grande schermo deve la sua notorietà al film Scream 2 e a ruoli minori in pellicole come Bowfinger e Felon - Il colpevole. In televisione ha invece recitato in serie come 24, The Gates - Dietro il cancello, Amiche nemiche, NCIS - Unità anticrimine e Teen Wolf. Dal 2017 al 2023 recita nella serie televisiva The CW, Riverdale.

### Vita privata
Intorno al 1997, Nichols divenne membro della Chiesa di Scientology dopo che le fu presentata dal suo chiropratico. Il 18 novembre 1999 ha sposato Andrea Sorrentino, che aveva incontrato in Italia durante le riprese del film My Father's Shoes. Dopo la fine del matrimonio, Nichols ha sposato il direttore della fotografia Taron Lexton il 13 aprile 2008. La loro figlia Rain India Lexton è nata il 30 settembre 2008. Nel novembre 2018 Nichols ha chiesto il divorzio.
Nichols risiede a Los Angeles, in California.

## Filmografia

### Cinema
- Scream 2, regia di Wes Craven (1997)
- Las Vegas - In vacanza al casinò (Vegas Vacation), regia di Stephen Kessler (1997)
- Giovani, pazzi e svitati (Can't Hardly Wait), regia di Harry Elfont (1998)
- Mafia! (Jane Austen's Mafia!), regia di Jim Abrahams (1998)
- Una moglie ideale (The Lady Consents), regia di Mike Binder (1999)
- Bowfinger, regia di Frank Oz (1999)
- The Road Home, regia di Drew Johnson (2003)
- FBI: Operazione tata (Big Momma's House 2), regia di John Whitesell (2006)
- Delta Farce, regia di C.B. Harding (2007)
- Felon - Il colpevole (Felon), regia di Ric Roman Wuagh (2008)
- Spiral - L'eredità di Saw (Spiral: From the Book of Saw), regia di Darren Lynn Bousman (2021)
- The Valet, regia di Richard Wong (2022)

### Televisione
- Due South - Due poliziotti a Chicago (Due South) – serie TV, episodio 2x12 (1996)
- Beverly Hills 90210 – serie TV, episodio 6x30 (1996)
- E.R. - Medici in prima linea (ER) – serie TV, episodio 3x15 (1997)
- Friends 'Til the End, regia di Jack Bender – film TV (1997)
- Un detective in corsia (Diagnosis Murder) – serie TV, episodio 5x03 (1997)
- Cybill – serie TV, episodio 4x16 (1998)
- Crescere, che fatica! (Boy Meets World) – serie TV, episodi 7x09-7x10 (1999)
- Resurrection BLVD. – serie TV, 53 episodi (2000-2002)
- Alias – serie TV, episodio 2x04 (2002)
- The Twilight Zone – serie TV, episodio 1x18 (2002)
- The Division – serie TV, episodio 3x04 (2003)
- Friends – serie TV, episodio 9x19 (2003)
- CSI - Scena del crimine (CSI: Crime Scene Investigation) – serie TV, episodio 4x02 (2003)
- Law & Order - Unità vittime speciali (Law & Order: Special Victims Unit) – serie TV, episodio 5x03 (2003)
- Nip/Tuck – serie TV, episodio 1x12 (2003)
- Streghe (Charmed) – serie TV, episodio 6x10 (2003)
- Homeland Security - A difesa della nazione (Homeland Security), regia di Daniel Sackheim – film TV (2004)
- Cold Case - Delitti irrisolti (Cold Case) – serie TV, 6 episodi (2004)
- Blind Justice – serie TV, 13 episodi (2005)
- In Justice – serie TV, 13 episodi (2006)
- 24 – serie TV, 24 episodi (2007)
- Life – serie TV, episodio 2x20 (2009)
- The Storm - Catastrofe annunciata (The Storm), regia di Bradford May – miniserie TV, 2 puntate (2009)
- The Gates - Dietro il cancello (The Gates) – serie TV, 13 episodi (2010)
- NCIS: Los Angeles – serie TV, episodio 2x06 (2010)
- Amiche nemiche (GCB) – serie TV, 10 episodi (2012)
- Private Practice – serie TV, episodio 6x07 (2012)
- NCIS - Unità anticrimine (NCIS) – serie TV, episodi 12x06-12x12-12x20 (2014-2015)
- Teen Wolf – serie TV, 5 episodi (2015-2016)
- Criminal Minds – serie TV, episodi 11x02-11x15 (2015-2016)
- Riverdale – serie TV, 67 episodi (2017-2023)
- Christmas CEO, regia di Jonathan Wright – film TV (2021)
- Un Natale per rinnamorarsi (We Wish You a Married Christmas), regia di Paul Ziller - film TV (2022)

## Doppiatrici italiane
Nelle versioni in italiano delle opere in cui ha recitato, Marisol Nichols è stata doppiata da:
- Laura Romano in FBI: Operazione tata, NCIS: Los Angeles, Teen Wolf, Spiral - L'eredità di Saw
- Michela Alborghetti in Alias, Riverdale
- Barbara De Bortoli ne In Justice, Private Practice
- Laura Lenghi in 24, The Valet
- Emanuela D'Amico in Cold Case - Delitti irrisolti
- Selvaggia Quattrini in Streghe
- Maddalena Vadacca in Homeland Security - A difesa della nazione
- Roberta Paladini in Blind Justice
- Rossella Acerbo in Felon - Il colpevole
- Franca D'Amato in The Storm - Catastrofe annunciata
- Laura Latini in The Gates - Dietro il cancello
- Chiara Colizzi in Amiche nemiche
- Daniela Calò in NCIS - Unità anticrimine
- Roberta Pellini in Criminal Minds
- Gianna Gesualdo ne Il Natale di Chris